# Valley of Ten Thousand Smokes

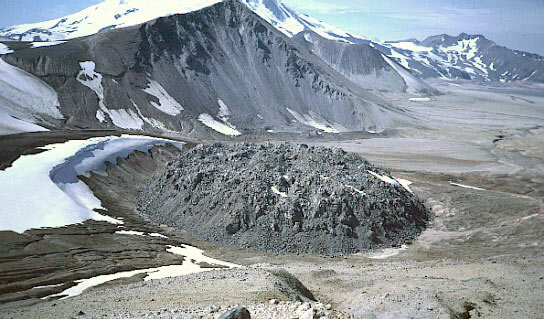
Novarupta-Dom

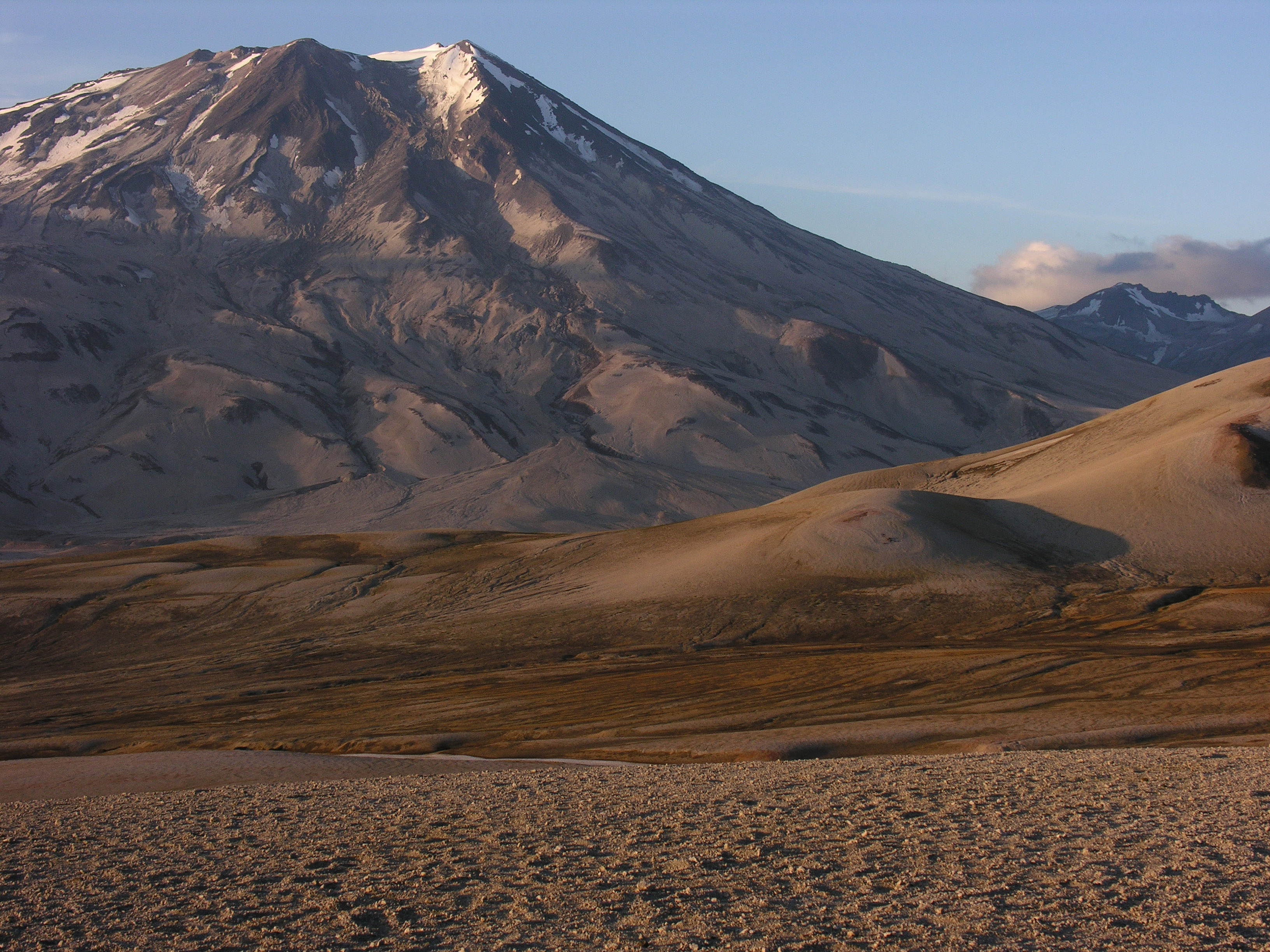
Mount Griggs und das Valley of Ten Thousand Smokes

Das Valley of Ten Thousand Smokes (dt. Tal der zehntausend Rauchsäulen) ist eine vulkanisch aktive Region in Alaska (USA) auf der Alaska-Halbinsel.

## Entstehung, Bedeutung
Im Juni 1912 brach – nach vorhergehenden Erdbeben – der Vulkan Novarupta in der Region Katmai, Alaska, aus. Es war eine der gewaltigsten Vulkanexplosionen in historischer Zeit, vergleichbar mit der des Santorin, Krakatau oder Tambora. Geologen sind sich nicht einig, ob die Explosion des Novarupta nicht sogar die größte Vulkaneruption im 20. Jahrhundert gewesen ist; sicher ist, dass sie die größte auf dem amerikanischen Kontinent war. Sie war rund zehnmal so stark wie die Explosion des Mount St. Helens im Jahr 1980.
Bei der Eruption wurden etwa 65 km² Land mit vulkanischer Asche und anderen pyroklastischen Förderprodukten bedeckt; die vulkanogenen Ablagerungen erreichten bis zu 200 m Höhe. Der Ascheregen ging auch im nahe gelegenen Kodiak und sogar noch in Vancouver herunter; es wird von Kodiak berichtet, dass brennende Laternen im Abstand von nur zwei Metern nicht mehr zu sehen waren. Man schätzt, dass 30 km³ Asche in etwa 60 Stunden ausgestoßen wurden. Im Gegensatz zu den Eruptionen des Krakatau oder Tambora, die viele Tausend Menschenleben forderten, kamen – soweit bekannt ist – beim Ausbruch im Katmai-Gebiet keine Menschen zu Schaden: Das Gebiet war und ist praktisch unbewohnt. 
Nach der Eruption bildeten sich eine Caldera und – in einem benachbarten Tal – eine Unzahl von Fumarolen und kleinen Schloten. Die Caldera füllte sich später mit rhyolithischem Magma (ein so genannter Lavadom). In dem benachbarten Tal, das bis dahin unbenannt war, sollen viele Hundert der Schlote 100 m hoch, einige sogar bis zu 300 m hoch gewesen sein. Die Fumarolen sind bis heute aktiv und stoßen heiße Gase und Wasserdampf aus – was dem Tal den Namen gab. Das Tal ist etwa 20 km lang und 3 bis 9 km breit und gilt als eine touristische Attraktion im Katmai-Nationalpark. Vom Brooks Camp am Naknek Lake führt die einzige Straße des Nationalparks in das Tal.